# Alastor 2262
Alastor 2262 è un romanzo di fantascienza di Jack Vance del 1973. È il primo romanzo della trilogia dell'Ammasso di Alastor, un gruppo stellare collocato ai margini della Galassia e composto da trentamila stelle e tremila pianeti abitati. Tutti i mondi di Alastor sono retti dal Connatic, un sovrano che governa per mezzo della sua flotta spaziale - il Whelm - ma che ama soprattutto travestirsi da persona comune e scendere tra la folla per accertarsi in prima persona delle condizioni dei suoi sudditi. 

## Trama
Alastor 2262 è il numero d'ordine del pianeta Trullion: un mondo coperto in gran parte dal mare, composto da infinite isolette disposte intorno all'equatore e abitato, oltre che dalla razza umana, da razze e specie diverse. Il protagonista del romanzo è Glinnes Hulden che, dopo aver prestato servizio nel Whelm, torna a casa e trova che una parte delle sue proprietà è stata venduta dal fratello Shira, successivamente rapito e ucciso dai merlings, una razza anfibia originaria del pianeta.
Per riscattare le sue proprietà, Glinnes dovrà restituire una forte somma al compratore. Per realizzarla, organizza una squadra di "hussade", un gioco popolarissimo in tutta Alastor, il cui scopo consiste nell'arrivare a denudare la sheirl (una fanciulla rigorosamente vergine) degli avversari.
Gli affari vanno bene, ma durante un'importante partita i pirati spaziali rapiscono i più ricchi esponenti della società trulliana, chiedendo un enorme riscatto. Qui, come in molti romanzi di Vance, si innesta la vicenda poliziesca, che verrà brillantemente risolta da Glinnes con l'aiuto di un misterioso personaggio, Rhyl Shermatz (il Connatic in persona?).

## Edizioni
- (EN) Jack Vance, Trullion: Alastor 2262, 1973.
- Jack Vance, Alastor 2262 [Trullion: Alastor 2262], collana Fantacollana, traduzione di Roberta Rambelli, n. 14, Milano, Editrice Nord, 1976.